# Mamoutou Diarra
Pour les articles homonymes, voir Diarra.
Mamoutou Diarra, surnommé Mam, né le 21 mai 1980 à Paris, est un joueur international de basket-ball franco-malien. Il mesure 2,00 m et joue au poste d'ailier. Avec l'équipe de France, il est médaillé de bronze au Championnat d'Europe 2005.

## Biographie
Il est le frère du rappeur Oxmo Puccino (Abdoulaye Diarra).
Il est formé à l'Institut national du sport, de l'expertise et de la performance (INSEP). Mamoutou Diarra signe son premier contrat à l'Association sportive Bondy 93 (pro B) et rejoint par la suite le Paris Basket Racing (Pro A). Il est vice-champion de France en 2011 avec le Cholet Basket, champion de France avec Nanterre 92 en 2013 et participe également à la montée en Pro A en 2015 en tant que capitaine des Sharks d'Antibes.
Avec ses deux frères, il crée en 2014 une association culturelle d'aide à la jeunesse qui se nomme « Courte Échelle Paris ».
Lors de la rentrée 2017, il s'inscrit à la formation de manager général de club sportif dispensée par le Centre de droit et d'économie du sport de Limoges.
Il compte 47 sélections avec l'équipe de France.
En 2018, il devient directeur sportif du Paris Basketball, club nouvellement créé.

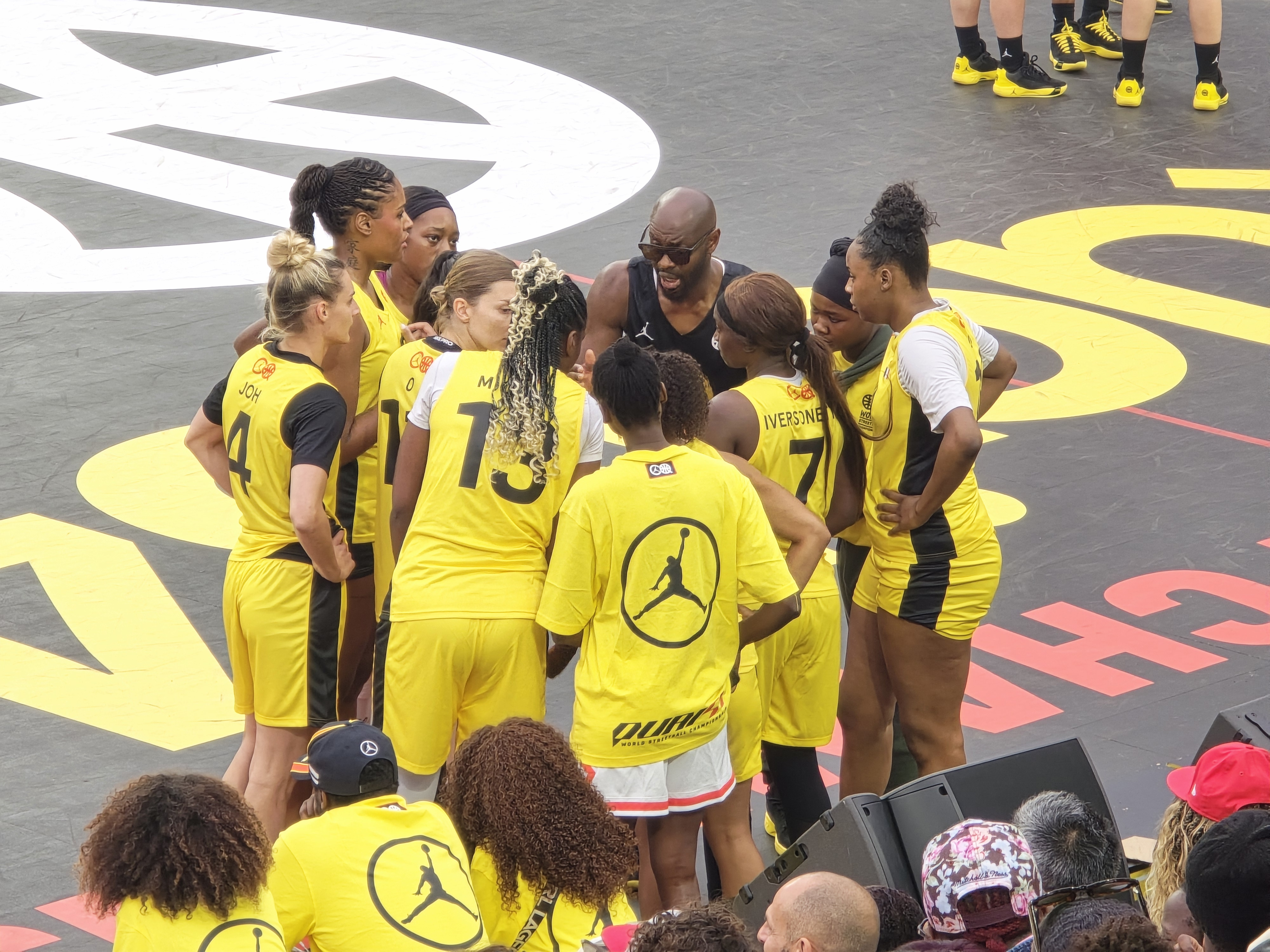
Mamoutou Diarra coachant la Diarra Academy dans un match contre Der Stamm lors du Quai 54 2025.

En 2018, Mamoutou Diarra crée la Diarra Academy, une association et académie de basket-ball basée dans le 19e arrondissement de Paris. Une équipe est notamment présente régulièrement au Quai 54.

## Clubs
- 1992 - 1993 :  Club Sportif Paris 19e
- 1993 - 1996 :  Paris (Pro A)
- 1997 - 1999 :  Centre Fédéral (Nationale 1)
- 1999 - 2000 :  Bondy (Pro B)
- 2000 - 2005 :  Paris (Pro A)
- 2005 - 2007 :  Chalon-sur-Saône (Pro A)
- 2007 - mars 2009 :  PAOK Salonique (ESAKE)
- 2009 - 2010 :  AIR Scandone Avellino (LegAbasket)
- 2010 :  Roanne (Pro A)
- 2010 - 2011 :  Cholet Basket (Pro A)
- 2012 - 2013 :  JSF Nanterre (Pro A)
- 2014 :  Orléans Loiret Basket (Pro A)
- 2014 - 2016 :  Olympique d'Antibes (Pro A)

## En équipe nationale
- Première sélection le 6 août 2004 à L'Alpe d'Huez contre la Belgique.
- Participation au Championnat d’Europe en 2005 - médaille de bronze.
- Participation au Championnat du Monde en 2006 - 5e

## Palmarès
- Médaille de bronze à l'Euro 2005.
- All Star Pro A 2004, 2005 et 2006.